# Église Saint-Pierre de Puisseguin
L'église Saint-Pierre est une église catholique située à Puisseguin, dans le département français de la Gironde en France. Elle dépend du Secteur Pastoral de Saint-Émilion.
À la suite de problèmes au niveau de la voûte et pour des raisons de sécurité, l’église est maintenue fermée à compter de novembre 2022.

## Localisation
L'église se trouve au centre du bourg, sur la route départementale D17.

## Description et historique
Il s’agit d’un édifice d’origine romane, datant de la fin du XIIe siècle, puis modifié et agrandi au XVe siècle. Il ne reste de la première période que la partie basse de la façade (le portail polylobé) et les deux premières travées de la nef dont les murs ont été surélevés et les fenêtres transformées. La seule baie romane qui subsiste est au nord de la première travée. Le chœur gothique est de la fin du XIIIe siècle. Il est voûté d'ogives qui retombent sur des chapiteaux ornés de feuilles de vigne.
Le sanctuaire ajouté au XVe siècle possède une voûte d'arête à nervures. Il est fermé, à l'ouest, par un chevet plat percé d'une fenêtre à meneau. 
De plan en croix latine, la nef se compose de deux travées voutées respectivement en berceau brisé, puis en plein cintre. Deux chapelles voutées en berceau rajoutées en 1786 forment les bras du transept. Au nord la chapelle est dédiée à la Vierge et au sud à saint Clair. La sacristie sur le flanc sud du chevet date aussi de ce remaniement. Le chevet plat, épaulé par deux épais contreforts en biais, est voûté d’ogives. Le clocher néoclassique se tient sur la façade occidentale.
Le portail ancien est enfermé dans un porche moderne. Il se compose d'une porte centrale flanquée de deux fausses portes. La porte centrale, à redents, présente des chapiteaux jumelés et des tailloirs. La partie haute de la façade a été refaite à l'époque moderne.

Le portail roman
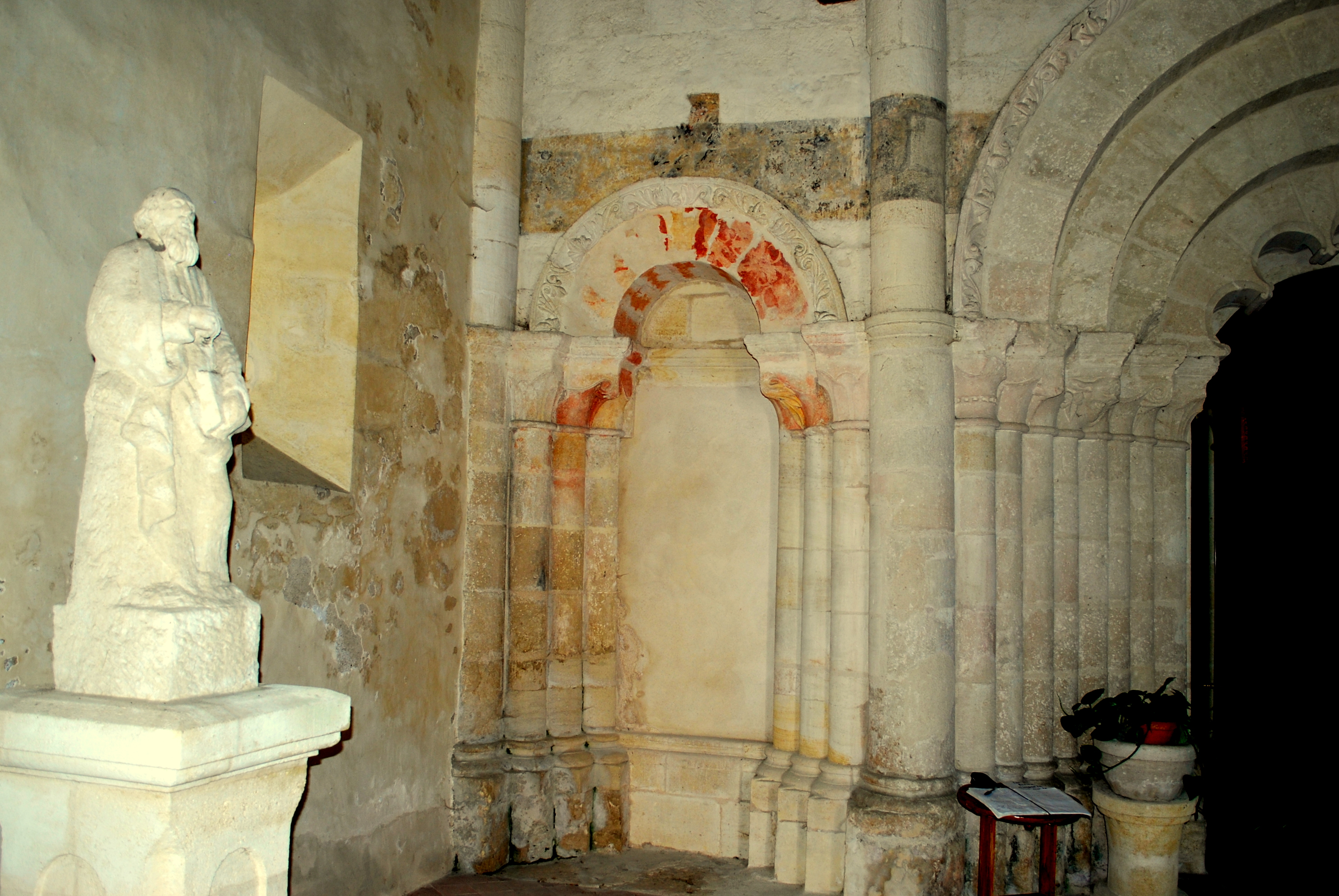
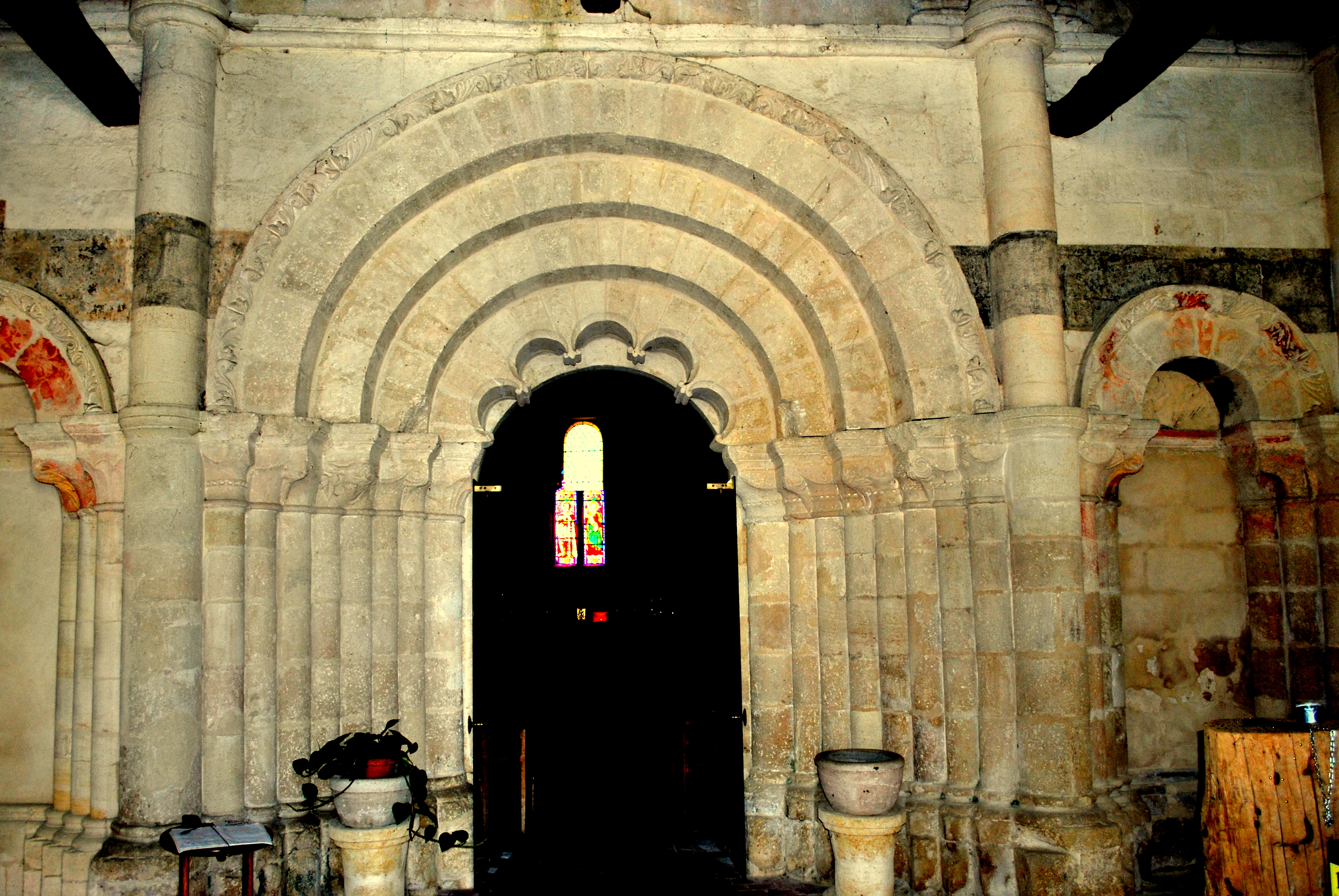
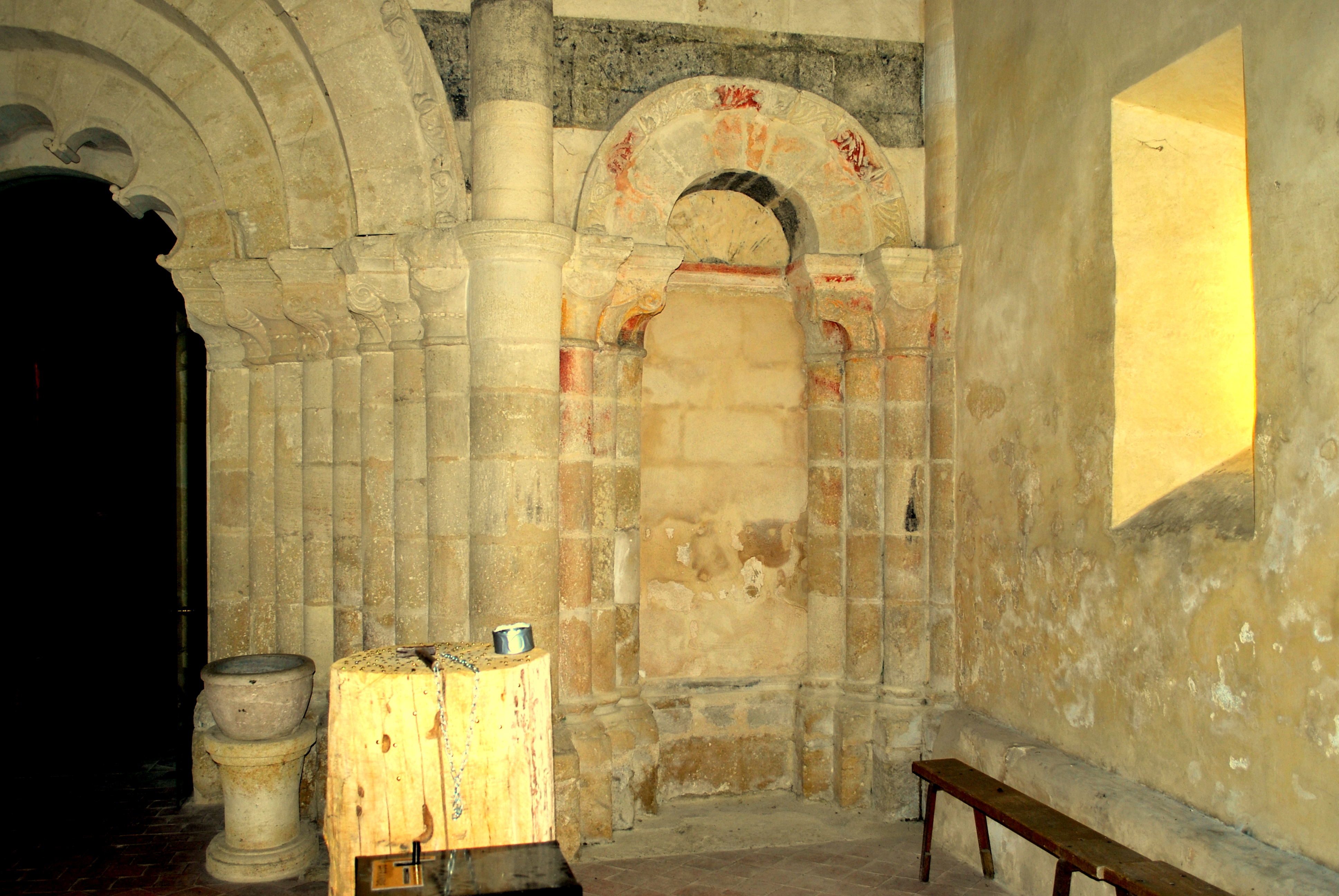

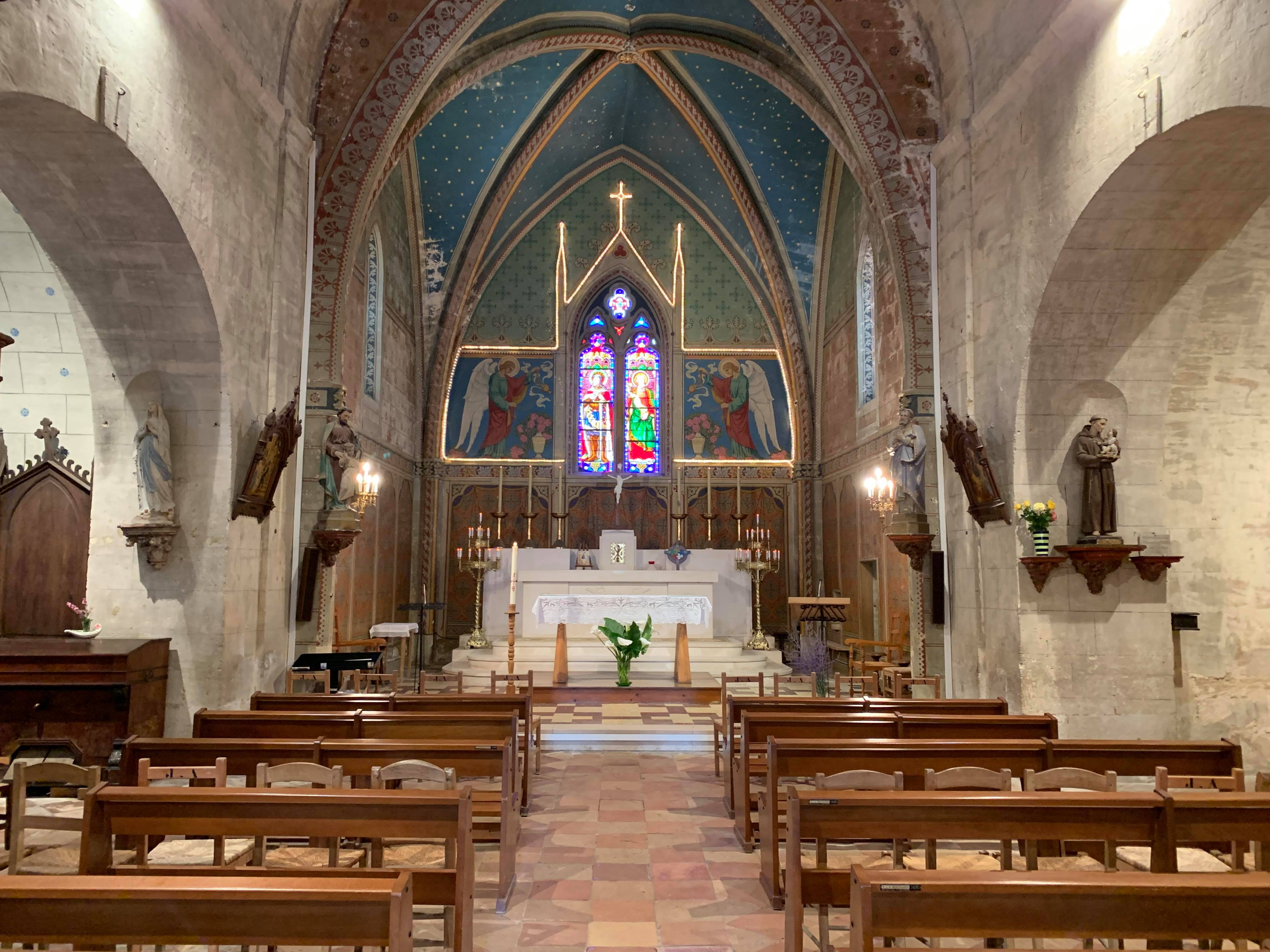
Le chœur vu depuis le centre. L'église était fleurie et éclairée ce qui permet de la voir sous un autre angle.

Le rôle social de l’édifice religieux dans cette paroisse s’éclaire grâce à la présence de ce porche ayant servi de lieu de réunion et de marché, et de la litre funéraire, la grande bande noire, témoigne du deuil d'un des seigneurs du lieu au XVIIe ou XVIIIe siècle. Ainsi, l’église comme le château est un marqueur ostentatoire pour son seigneur. La prospérité du bourg a permis à l’église de se doter d’aménagements gothiques aux XIIIe ou XIVe siècle, ainsi que de nouvelles chapelles grâce au soutien du chapitre Saint-André de Bordeaux.
Un ensemble de peintures néo-gothiques vient décorer la chapelle nord, le chœur et la chapelle sud de l'église.

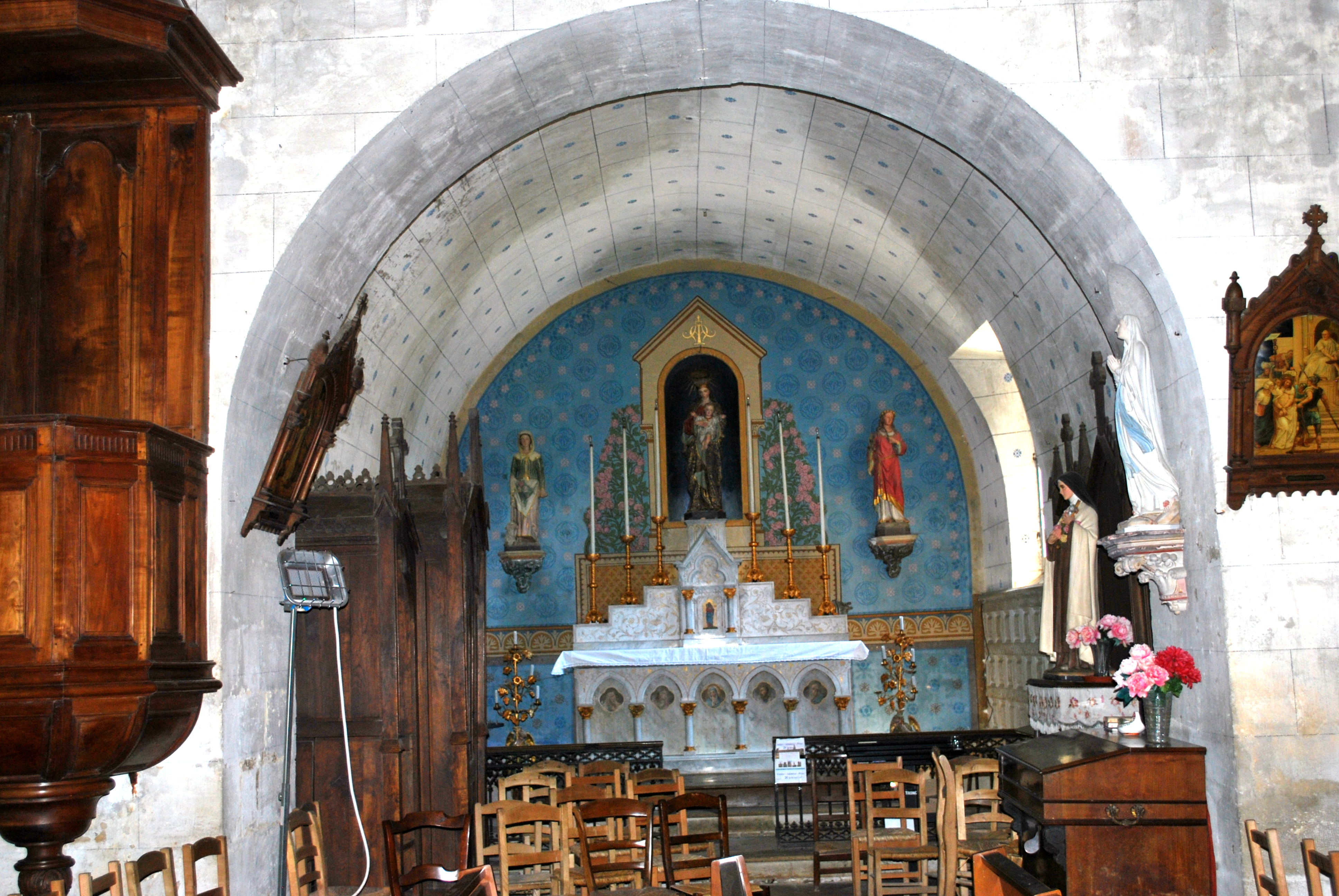
La chapelle nord
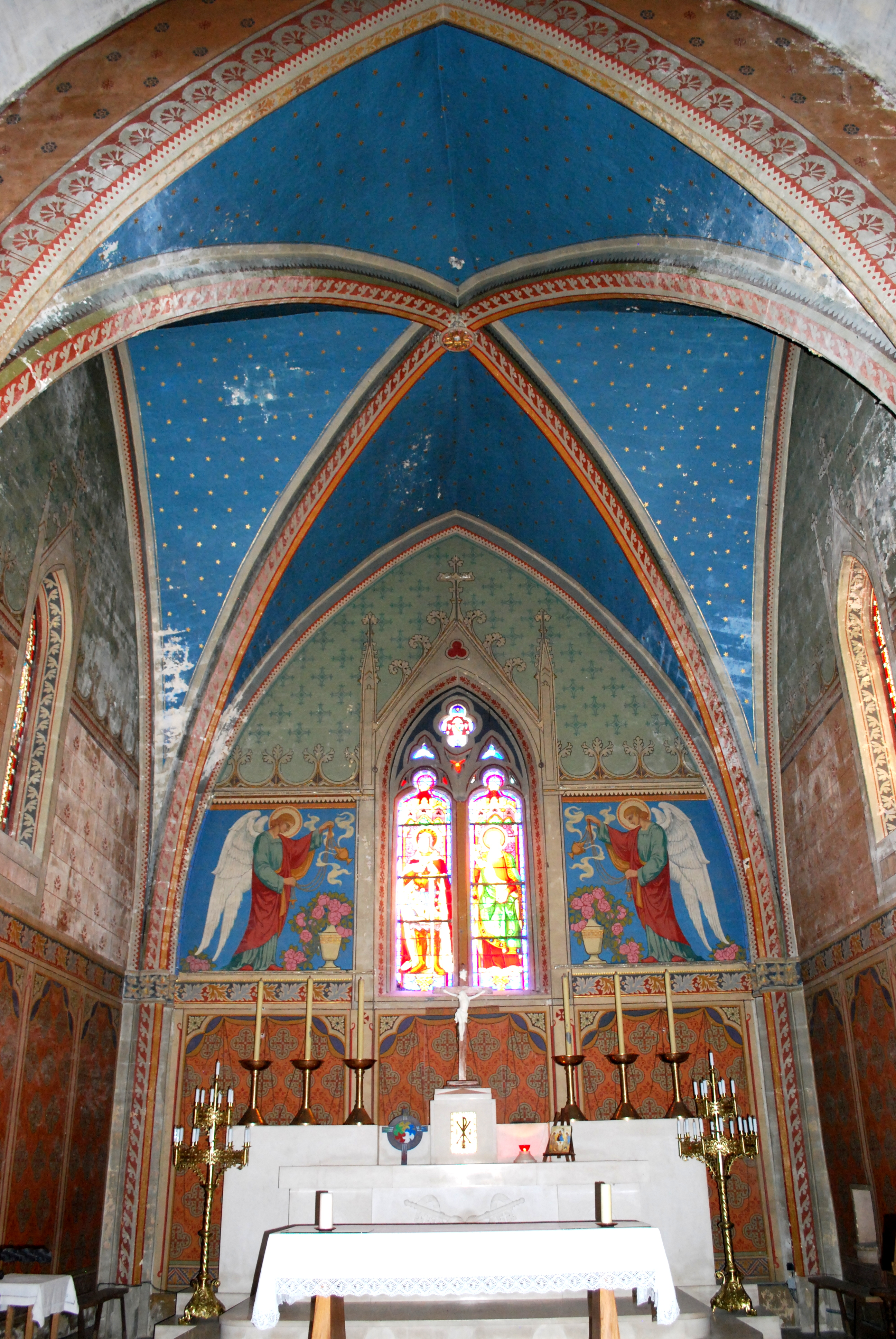
Le chœur
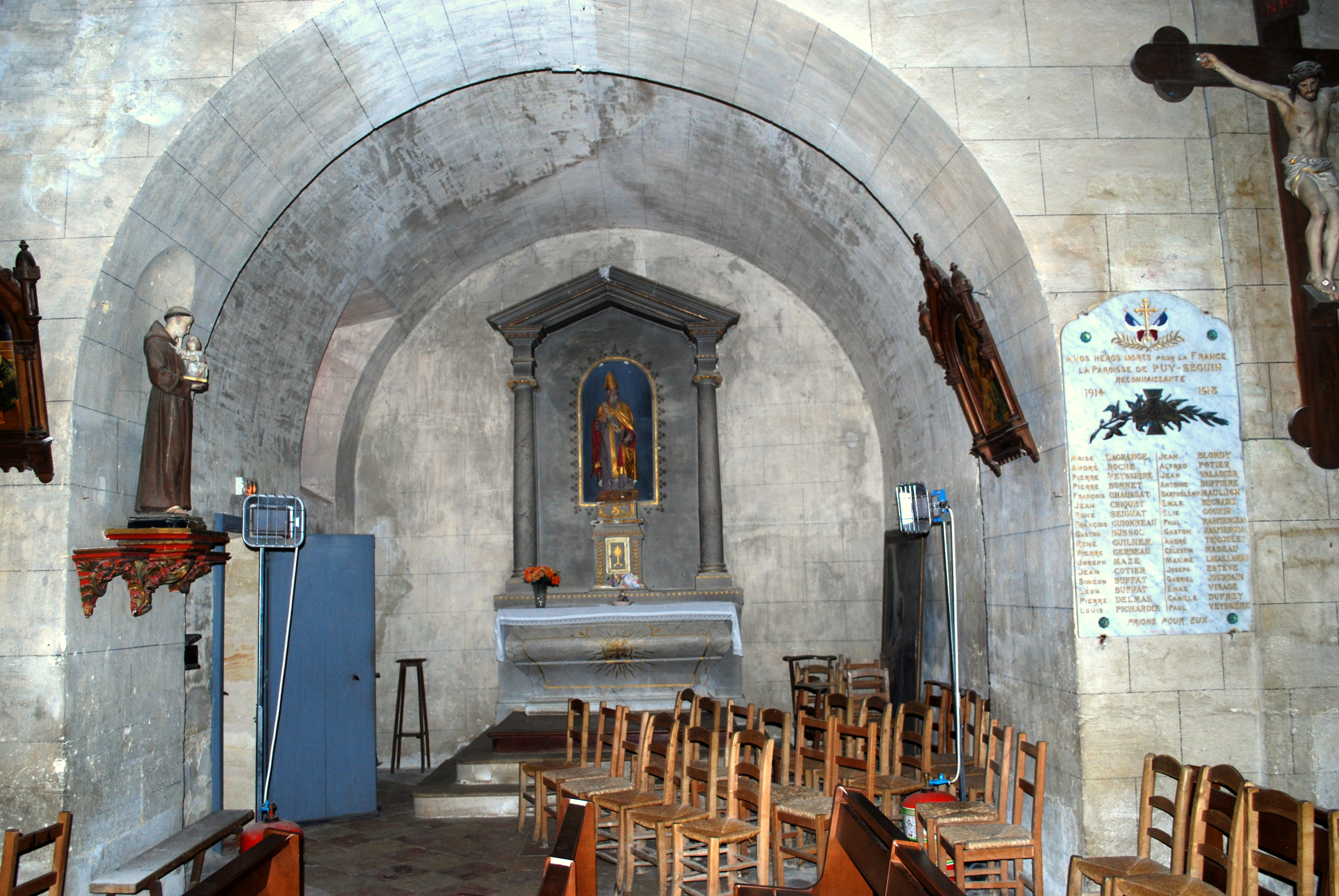
La chapelle sud
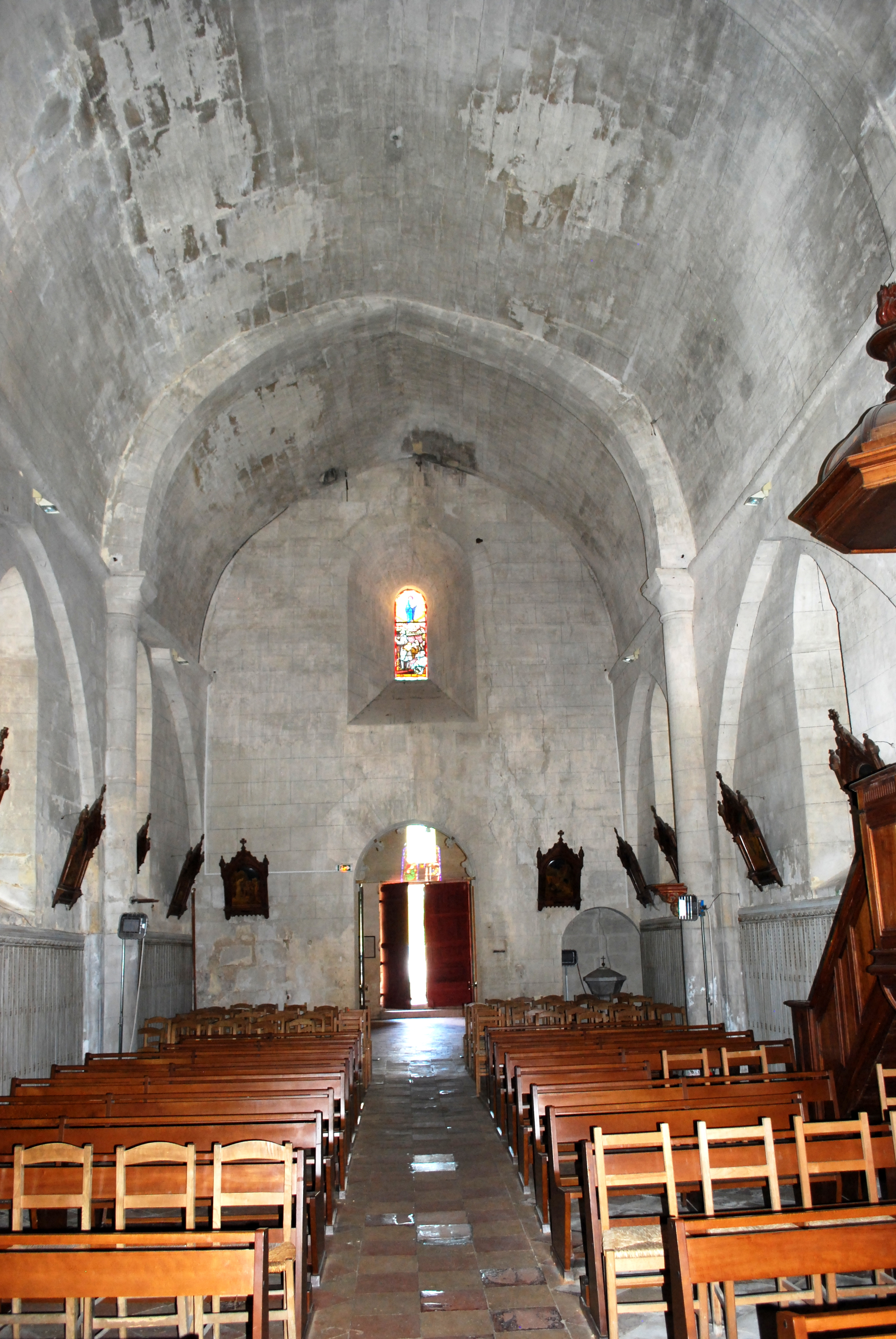
Fond de l’église

Saint-Pierre de Puisseguin est citée dans la liste de 1398 des paroisses du diocèse. Pendant la guerre de Cent Ans en 1453, le village fut en partie ruiné. Au XVe siècle, la paroisse est prospère et dépend d'un prieur. Mais les guerres de Religion de la fin de ce siècle amenèrent à la fortification générale de l'église. La nef a été exhaussée pendant les guerres de Religion. En 1587, les troupes de Turenne assiégèrent le village et son château.
En 1617, Saint-Pierre perdit son titre de paroisse, après le renvoi de son curé par le cardinal de Sourdis. Elle fut alors rattachée au chapitre de la cathédrale Saint-André de Bordeaux, qui l'érigea en vicariat perpétuel.
En 1664, une ordonnance est prise demandant de percer une petite porte dans le mur de l'église. D’après le procès-verbal établi en 1687 lors des visites de l’archiprêtré d’Entre-Dordogne par l’archevêque de Bordeaux, le chœur est voûté, ainsi que la nef.
En 1786, le vicaire est assez riche pour financer de grands travaux pour l'église. En 1858, le projet d’élever un clocher est émis par le Conseil de fabrique. Les plans ont été réalisés par l’architecte Léo Courreau. Des travaux de restauration du portail ont été entrepris de 1989 à 1991. La polychromie du portail a ainsi été mise en relief.

Vitraux du chevet
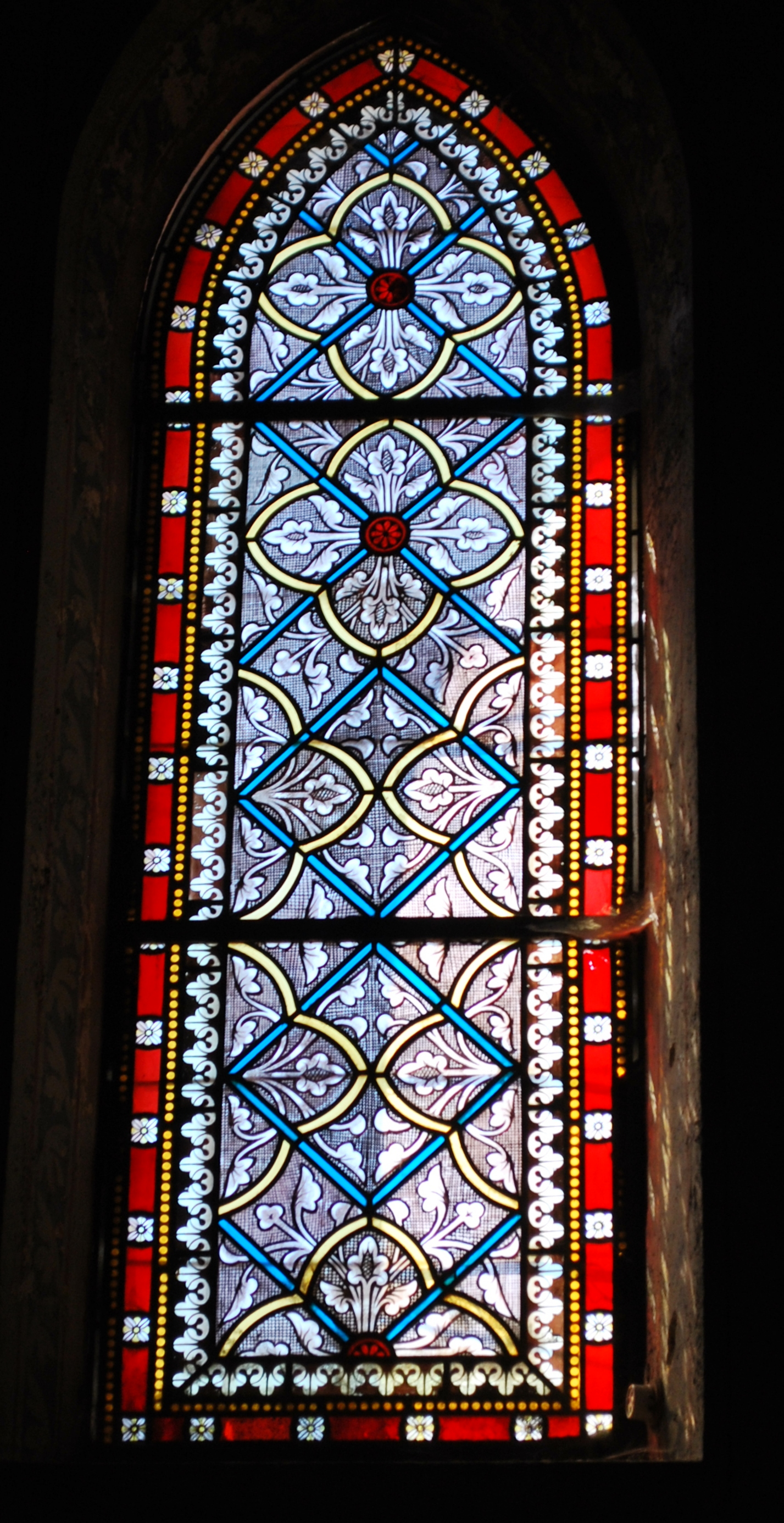
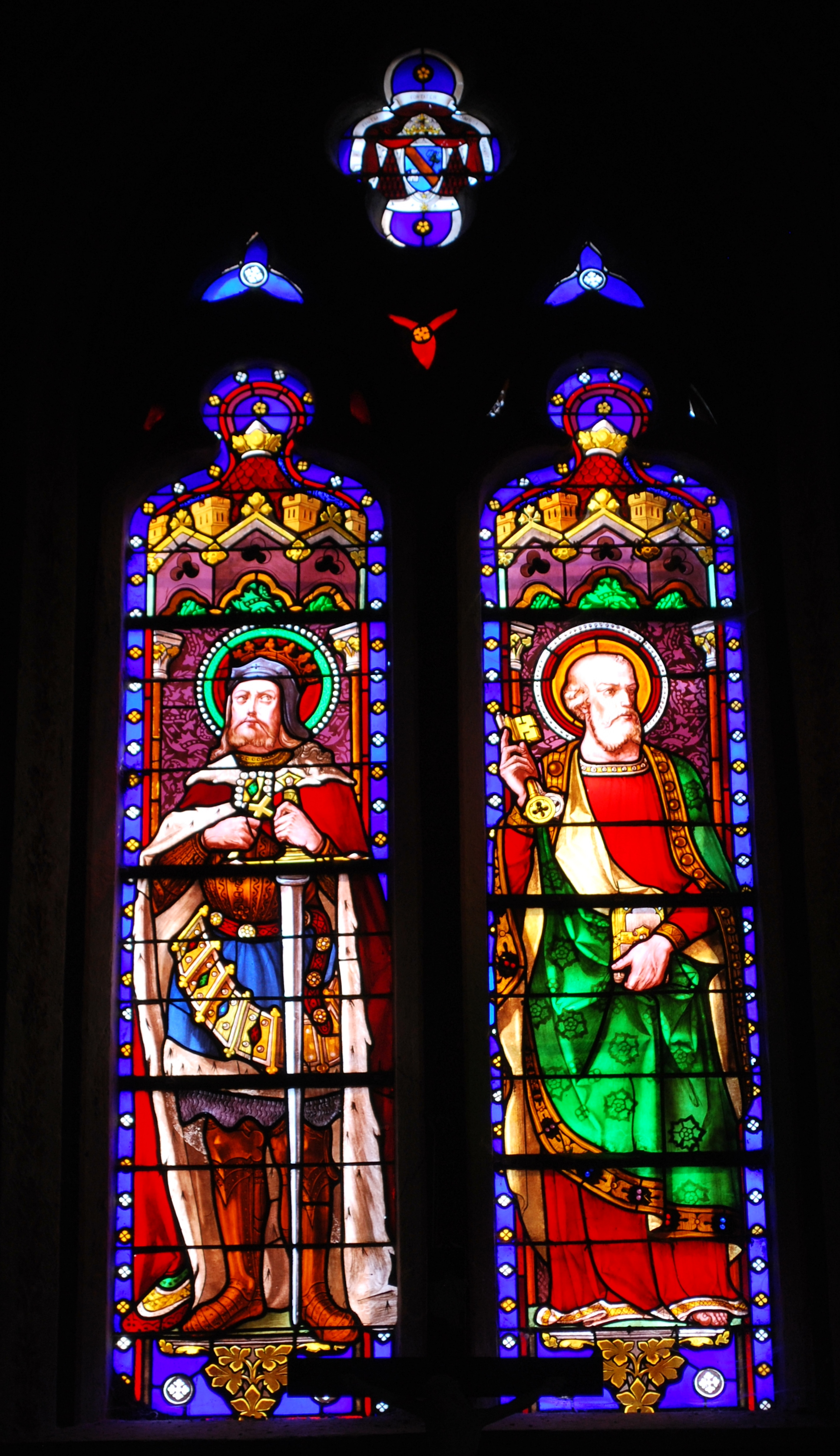
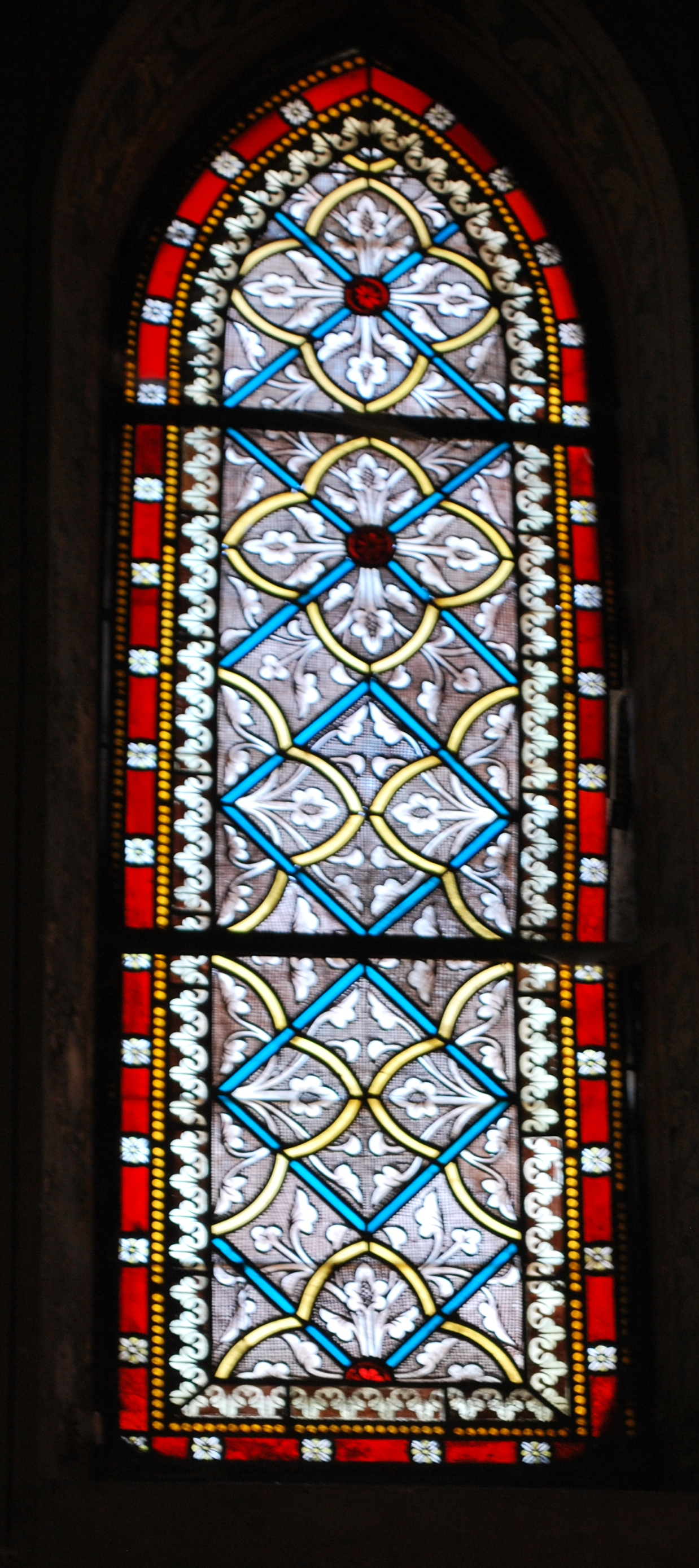

Vitraux de la nef
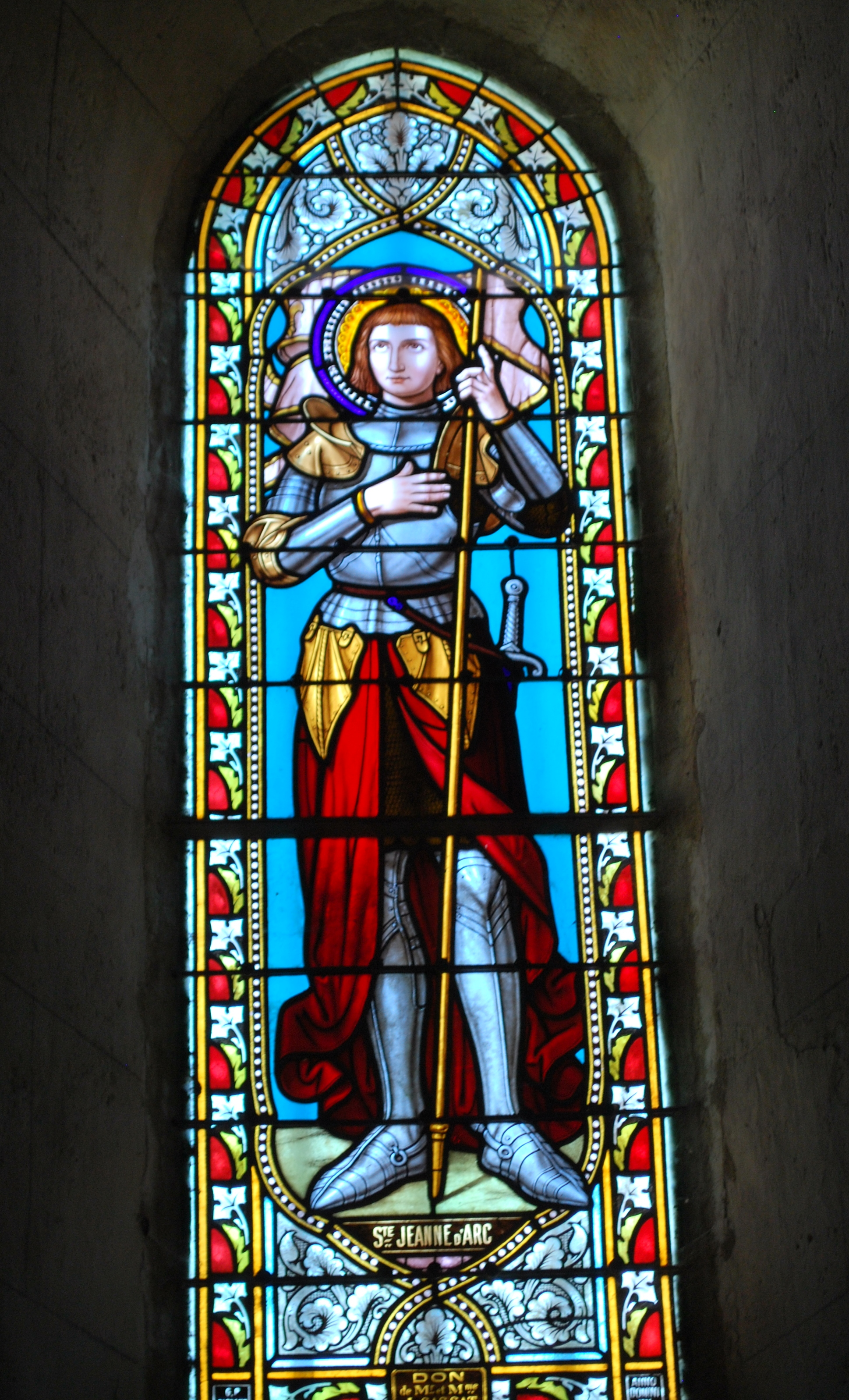
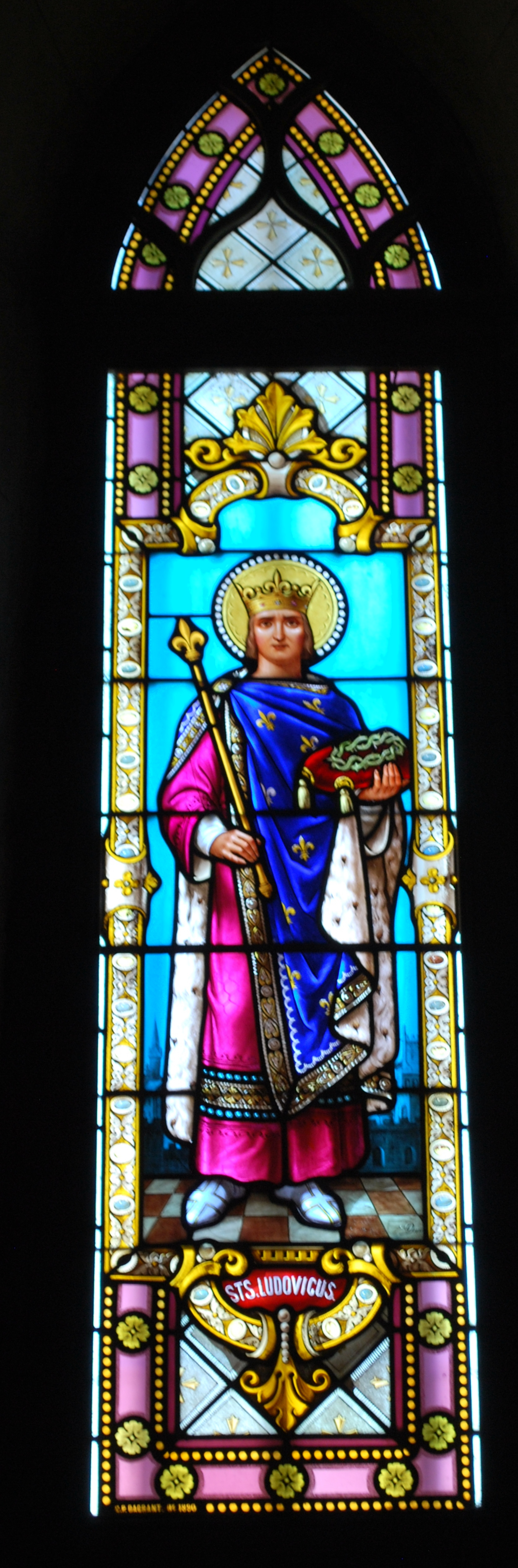
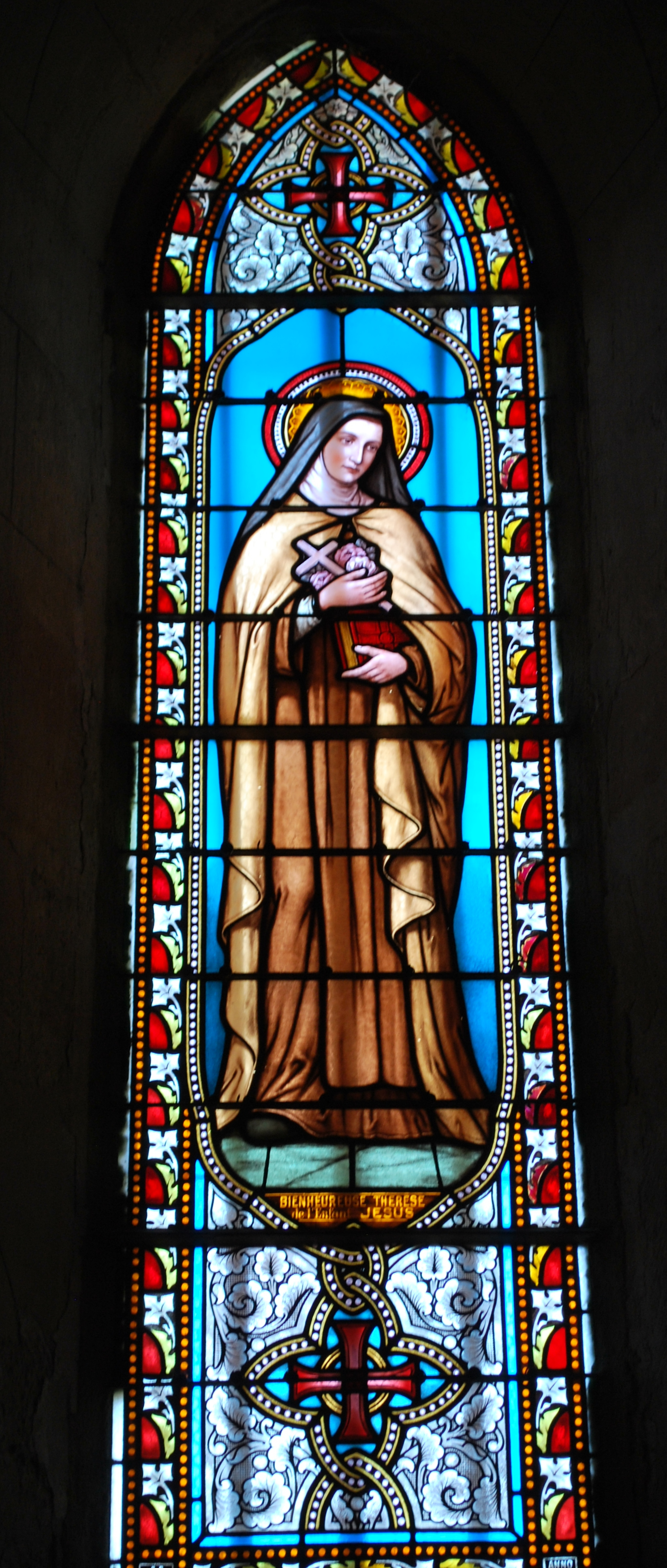
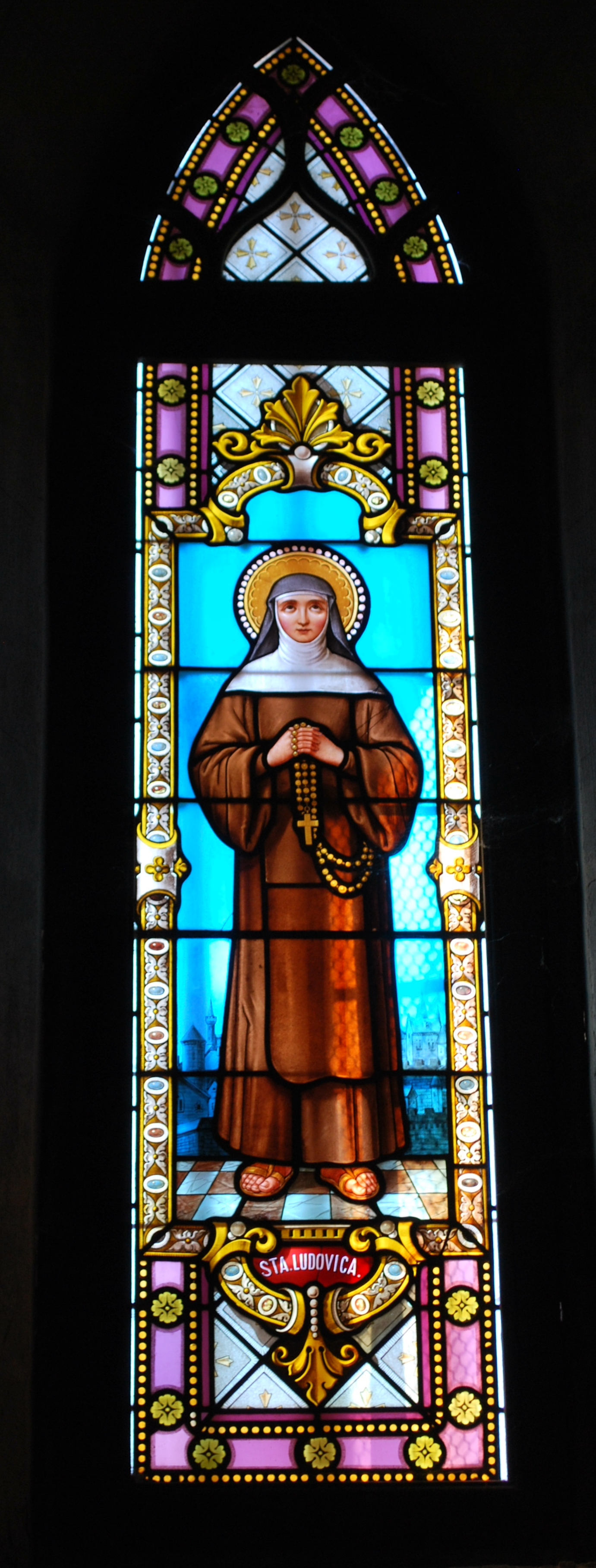

À l'extérieur de l'église, sur la façade sud se trouvent deux types de cadrans solaires. Le plus ancien est un cadran canonial gravé dans la pierre d'un des contreforts. Un cadran solaire plus moderne se trouve sur la façade occidentale.

Les cadrans solaires
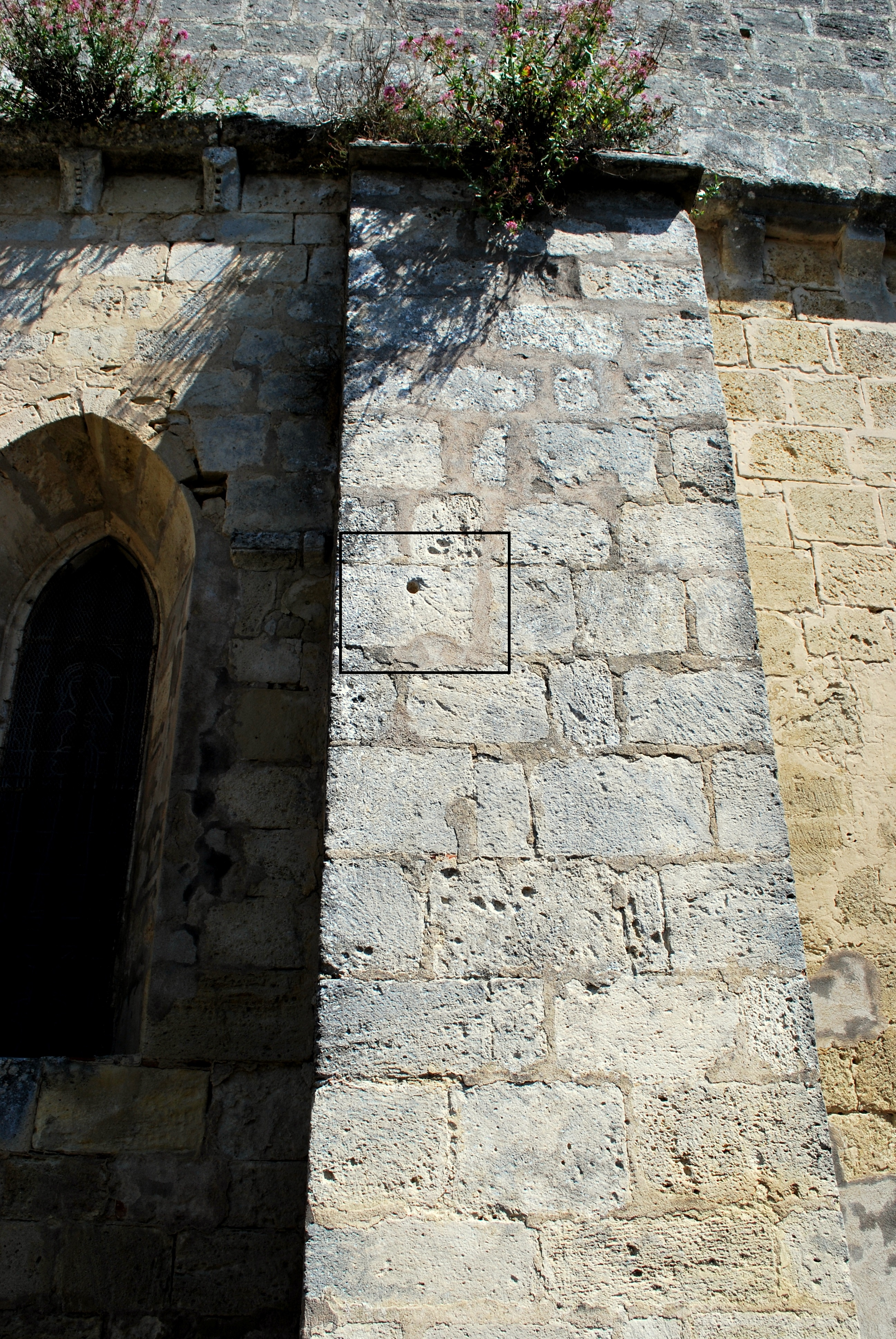
L'emplacement du cadran canonial
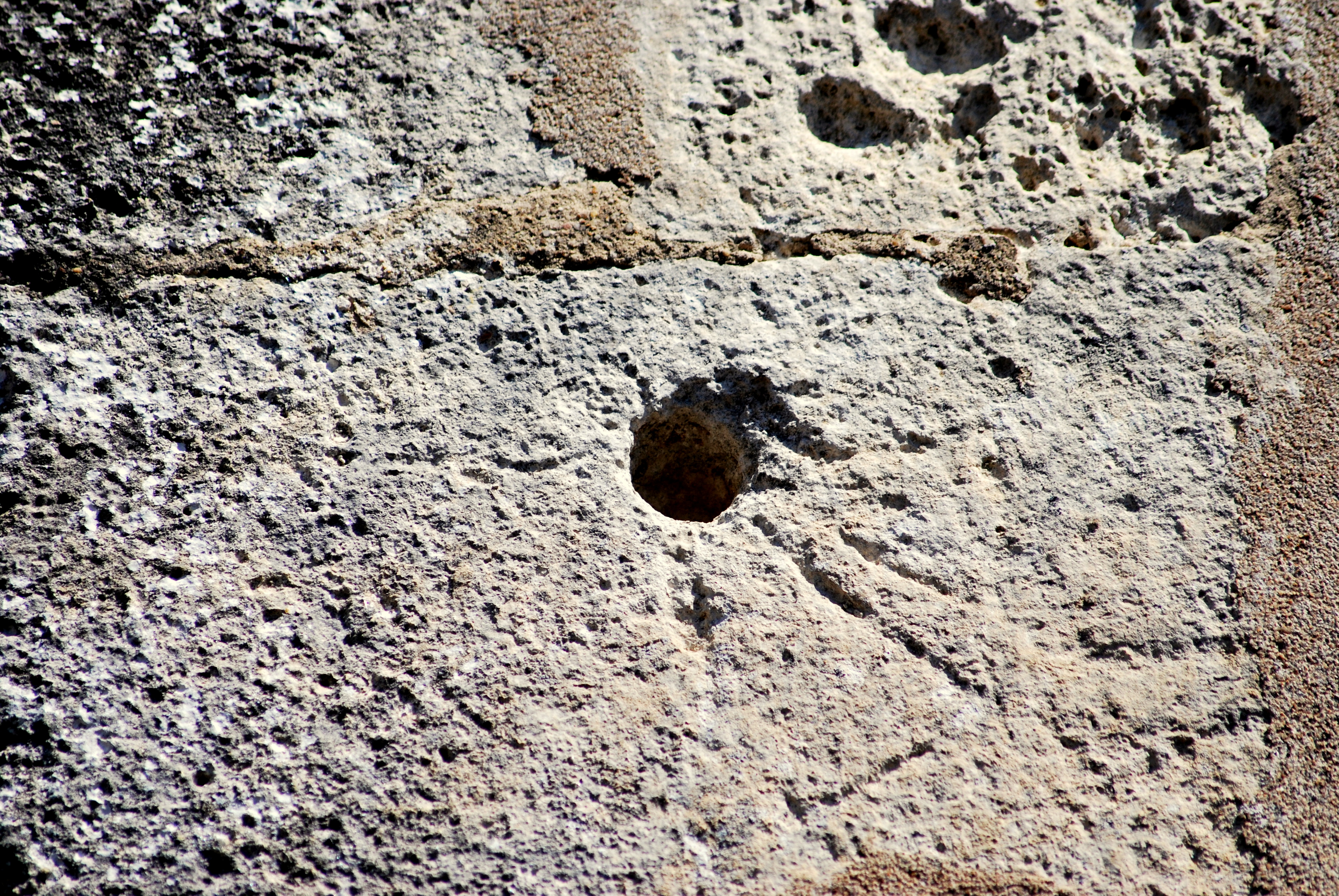
Le cadran canonial
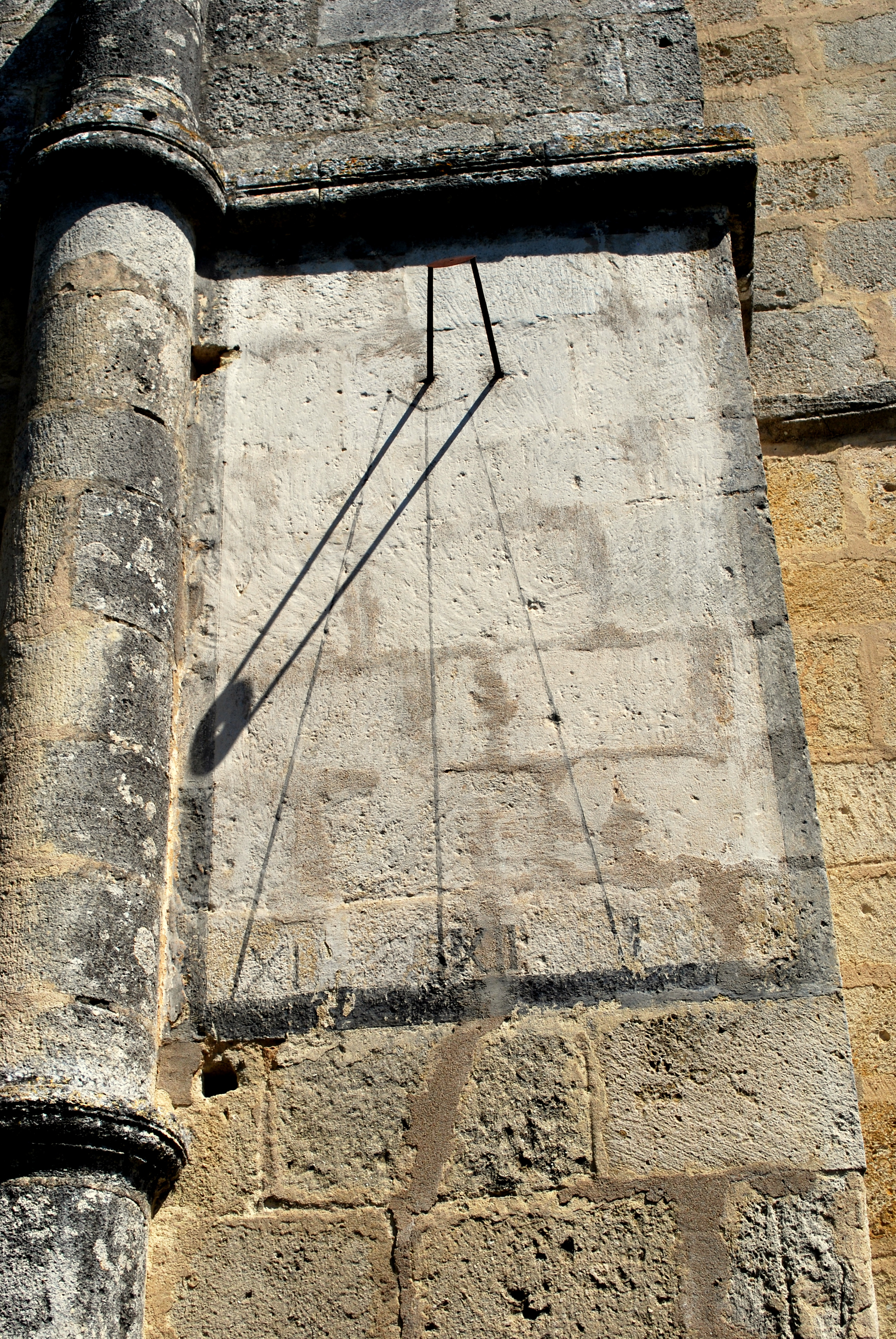
Le cadran solaire

Le portail est classé au titre des monuments historiques le 22 septembre 1914.